# قلعه آقاحسن
قلعه آقاحسن روستایی در دهستان ساق بخش سلیمان شهرستان زاوه استان خراسان رضوی ایران است. بر پایه سرشماری عمومی نفوس و مسکن در سال ۱۳۹۰ جمعیت این روستا ۳٬۲۶۱ نفر (در ۹۱۶ خانوار) بوده است.